# Gunnar Kulldorff
Gunnar Karl Olof Kulldorff, född den 6 december 1927 i Malmö, död den 25 juni 2015 i Umeå stadsförsamling, var en svensk statistiker, specialiserad på estimering och stickprovsteori. Från 1989 till 1991 var han ordförande för International Statistical Institute. Han var bror till Sven Erik Kulldorff.

## Biografi

### Uppväxt
Gunnar Kulldorff föddes i Malmö 1927 som son till kamrer Erik Kulldorff och Ebba, född Olin. År 1946 tog han studenten och började läsa matematik, statistik och mekanik på Lunds universitet, där han tog filosofie kandidatexamen år 1949.

### Vetenskapliga aktiviteter
Kulldorff tog 1954 licentiatexamen vid Statistiska institutionen på Lunds universitet. Därefter arbetade han som biträdande lärare på samma institution samtidigt som han påbörjade sin doktorsavhandling, under ledning av Carl-Erik Quensel och Harald Cramér. År 1961 disputerade han på avhandlingen Contributions to the Theory of Estimation from Grouped and Partially Grouped Samples. Avhandlingen publicerades i bokform av Almqvist & Wiksell och året därefter av John Wiley & Sons. Den publicerades även i Sovjetunionen i en rysk översättning. I en anmälan i Journal of the American Statistical Association, skrev W. Edwards Deming att "här är en verklighetsanknuten bok, som på endast 144 sidor leder läsaren på en härlig resa i den grupperade datans värld, där läsaren inte kan undvika att smittas av författarens entusiasm" .
År 1965 blev Kulldorff den förste professorn i statistik vid det nyligen etablerade Umeå universitet, där han också blev universitets förste dekanus för den filosofiska fakulteten. Han utnämndes 1966 till professor i matematisk statistik, där han stannade till pensioneringen och som emeritus resten av livet. Under denna tid skrev han framför allt uppsatser om stickprovsmetodik.
Kulldorff var ordförande i Svenska Statistikersamfundet 1968–1969 och 1985–1987 samt ledamot av Statistiska centralbyråns Vetenskapliga Råd från 1988 till 2002. Han var åren 1978–1980 fackföreningsordförande för Sveriges Professorsförening.

### Internationellt arbete
En stor del av Kulldorffs tid ägnades åt internationellt abete. Han var gästforskare på Texas A&M University (1970), Purdue University (1971), Stanford University (1971), University of Kentucky (1977), University of Arizona (1983) och på University of Manitoba (1985). År 1968 blev han invald som medlem i International Statistical Institute, där han var vice ordförande 1981–1985, tillträdande ordförande 1987–1989 och ordförande 1989–1991. Runt denna tid gjorde han flera resor till Afrika, Asien och Latinamerika.
Strax efter självständigheten 1991 besökte Kulldorff de tre baltiska länderna, där han såg ett stort utvecklingsbehov för stickprovsmetodik, något som varit underutvecklat under den sovjetiska tiden. Han initierade då ett vetenskaplig utbytesprogram mellan de baltiska och nordiska länderna, vilket så småningom ledde till bildandet av det Baltisk-Nordisk-Ukrainska Nätverket för Stickprovsmetodik, med många gästforskarvistelser och årliga konferenser och/eller sommarskolor. År 2006 blev han för dessa insatser utnämnd till hedersdoktor vid Vilnius universitet i Litauen.

### KFUM-engagemang
Som barn och ungdom var Kulldorff mycket aktiv som scout i Malmö KFUM, vilket ledde till ett långvarigt engagemang för rörelsen. Han var styrelseledamot 1954–1966 och andre vice ordförande 1962–1966 i KFUM Sveriges riksförbund, där han spelade en viktig roll vid sammanslagningen av KFUK och KFUM till en gemensam organisation. Mellan 1957 och 1966 var han styrelseledamot i internationella KFUM, och på 1970-talet var han ordförande i Umeå KFUK-KFUM..